# 강남동로 (중국)
강남동로(江南東路)는 송나라 때 설치된 로 중 하나로 지금의 장강 이남 난징, 안휘성 일대를 관할했다. 정강의 변 이전에는 1부 7주 43현을, 이후에는 2부 5주 2군을 관할했다. 1162년(소흥 32년) 기준으로 966,428호, 1,724,137명이 살았다.

## 행정 구역

### 강녕부(江寧府)
상급부다. 975년(개보 8년) 남당을 멸망시킨뒤 주 절도를 두었다. 1018년(천희 2년) 건강군절도(建康軍節度)가 추가되었다. 과거 강남동로병마검할(江南東路兵馬鈐轄)을 두었다. 1127년(건염 원년) 부로 강등되었다. 1129년(건염 3년) 건강부로 고쳤고 태평주, 선주, 휘주, 광덕주를 거느렸다. 1129년 5월, 송 고종이 건행궁(建行宮)에 치소를 두었다. 1138년(소흥 8년), 주관행궁유수사공사(主管行宮留守司公事)를 두었다. 1161년(소흥 31년), 행궁유사로 개명했다. 1167년(건도 3년) 연강군(沿江軍)을 겸하게 했으나 얼마 못 가 폐지했다. 숭녕 연간에는 120,713호, 200,276명이 살았다. 붓을 공납으로 바쳤다.
| 현명   | 한자   | 대략적 위치       | 현급 | 비고                                          |
| ------ | ------ | ----------------- | ---- | --------------------------------------------- |
| 상원현 | 上元縣 | 난징시            | 次赤 |                                               |
| 강녕현 | 江寧縣 | 난징시            | 次赤 |                                               |
| 구용현 | 句容縣 | 전장 시 쥐룽 시   | 次畿 | 1020년(천의 4년) 상녕현(常寧縣)으로 개명했다. |
| 율수현 | 溧水縣 | 난징 시 리수이 구 | 次畿 |                                               |
| 율양현 | 溧陽縣 | 창저우 시 리양 시 | 次畿 |                                               |

### 영국부(寧國府)
영국군절도(甯國軍節度)가 파견되었다. 1166년(건도 2년) 송 효종이 잠깐 거처한 것을 이유로 선주(宣州)에서 부로 승격되었다. 1171년(건도 7년), 위혜헌왕(魏惠憲王)이 진에서 나온 것을 이유로 장사, 사마를 두었다. 숭녕 연간에는 47,040호, 470,749명이 살았다. 황연필(黃連筆)을 공납으로 바쳤다. 6현을 두었다.
| 현명   | 한자   | 대략적 위치            | 현급 |
| ------ | ------ | ---------------------- | ---- |
| 선성현 | 宣城縣 | 쉬안청 시              | 望   |
| 남릉현 | 南陵縣 | 우후 시 난링 현        | 望   |
| 영국현 | 寧國縣 | 쉬안청 시 닝궈 시      | 緊   |
| 정덕현 | 旌德縣 | 쉬안청 시 징더 현      | 緊   |
| 태평현 | 太平縣 | 황산 시 선원진(仙源鎭) | 中   |
| 경현   | 涇縣   | 쉬안청 시 징 현        | 緊   |

### 휘주(徽州)
상급주로 군명은 신안군이었다. 군사가 파견되었다. 1121년(선화 3년), 흡주(歙州)에서 휘주로 개명되었다. 숭녕 연간에는 108,316호, 167,896명이 살았다. 흰색 모시풀과 종이를 공납으로 바쳤다. 6현을 두었다.
| 현명   | 한자   | 대략적 위치         | 현급 |
| ------ | ------ | ------------------- | ---- |
| 흡현   | 歙縣   | 황산 시 서 현       | 望   |
| 휴녕현 | 休寧縣 | 황산 시 슈닝 현     | 望   |
| 기문현 | 祁門縣 | 황산 시 치먼 현     | 望   |
| 무원현 | 婺源縣 | 상라오 시 우위안 현 | 望   |
| 적계현 | 績溪縣 | 쉬안청 시 지시 현   | 望   |
| 이현   | 黟縣   | 황산 시 이 현       | 緊   |

### 지주(池州)
상급주로 군명은 지양군(池陽郡)이었고 군사가 파견되었다. 1130년(건염 4년), 강남동로와 강남서로를 분리하면서 안무사를 두었고 건강, 태평주, 선주, 휘주, 요주, 광덕군이 강남동로에 편입되었다. 건강로안무사(建康路安撫使)가 지주를 겸하면서 본로에 이관되었다. 숭녕 연간에는 135,059호, 206,932명이 살았다. 종이, 붉고 흰 생강을 공납으로 바쳤다. 6현을 두었다. 동전을 주조하는 영풍감(永豐監)을 두었다.
| 현명   | 한자   | 대략적 위치              | 현급 | 비고                                                         |
| ------ | ------ | ------------------------ | ---- | ------------------------------------------------------------ |
| 귀지현 | 貴池縣 | 츠저우 시 구이츠 구      | 望   |                                                              |
| 청양현 | 靑陽縣 | 츠저우 시 칭양 현        | 上   | 개보 말에 동릉현과 함께 본주로 내속되었다.                   |
| 동릉현 | 銅陵縣 | 퉁링 시                  | 上   |                                                              |
| 건덕현 | 建德縣 | 츠저우 시 둥즈 현        | 上   | 당나라 지덕현(至德縣)을 오나라에서 지금의 이름으로 개명했다. |
| 석태현 | 石埭縣 | 황산 시 영풍향일대       | 上   |                                                              |
| 동류현 | 東流縣 | 츠저우 시 둥즈 현 동류진 | 中下 | 978년(태평흥국 3년), 강주에서 본주로 이관되었다.             |

### 요주(饒州)
상급주로 군명은 파양군이었고 군사가 파견되었다. 숭녕 연간에는 181,300호, 336,845명이 살았다. 부금(麩金), 대나무로 만든 돗자리(竹簟)을 공납으로 바쳤다. 6현을 두었다. 동전을 주조하는 영평감(永平監)을 두었다.
| 현명   | 한자   | 대략적 위치                 | 현급 | 비고                                                                                   |
| ------ | ------ | --------------------------- | ---- | -------------------------------------------------------------------------------------- |
| 파양현 | 鄱陽縣 | 상라오 시 포양 현           | 望   |                                                                                        |
| 여간현 | 餘幹縣 | 상라오 시 위간 현 삼당향 북 | 望   |                                                                                        |
| 부양현 | 浮梁縣 | 징더전 시 푸량 현           | 望   |                                                                                        |
| 낙평현 | 樂平縣 | 징더전 시 러핑 시           | 望   |                                                                                        |
| 덕흥현 | 德興縣 | 상라오 시 더싱 시           | 緊   |                                                                                        |
| 안인현 | 安仁縣 | 잉탄 시 위장 현 금강진      | 中   | 975년(개보 8년), 여간현에 안인장(安仁場)을 세웠다. 988년(단공 원년) 현으로 승격시켰다. |

### 신주(信州)
상급주로 군명은 상요군이며 군사가 파견되었다. 숭녕 연간에는 154,364호, 334,097명이 살았다. 꿀, 칡으로 만든 가루, 수정기(水晶器)를 공납으로 바쳤다. 6현을 두었다.
| 현명   | 한자   | 대략적 위치                      | 현급 | 비고 |
| ------ | ------ | -------------------------------- | ---- | --- |
| 상요현 | 上饒縣 | 상라오 시                        | 望   | |
| 옥산현 | 玉山縣 | 상라오 시 위산 현                | 望   | |
| 익양현 | 弋陽縣 | 상라오 시 이양 현                | 望   | 994년(순화 5년), 익양의 보풍장(寶豐場)을 현으로 격상시켰다. 1004년(경덕 원년), 보풍현을 진으로 격하시켰다. 강정 중에 복구했다가 1043년(경력 3년)다시 폐지했다. |
| 귀계현 | 貴溪縣 | 잉탄 시 구이시 시                | 望   | |
| 연산현 | 鉛山縣 | 상라오 시 옌산 현 영평진(永平鎭) | 中   | 975년 남당을 멸망시킨뒤 경에 직할시켰다가 후에 본주로 이관시켰다.                                                                                              |
| 영풍현 | 永豐縣 | 상라오 시 광펑 구                | 中   | 상요현 영풍진에서 1076년(희녕 7년) 현으로 승격시켰다. |

### 태평주(太平州)
상급주로 군사가 파견되었다. 975년 남당을 멸망시킨 뒤 남평군(南平軍)으로 개명했다. 977년(태평흥국 2년), 주로 승격시켰다. 숭녕 연간에는 53,261호, 80,137명이 살았다. 비단(紗)를 공납으로 바쳤다. 3현을 두었다.
| 현명   | 한자   | 대략적 위치       | 현급 | 비고                                                        |
| ------ | ------ | ----------------- | ---- | ----------------------------------------------------------- |
| 당도현 | 當塗縣 | 마안산 시 당투 현 | 上   |                                                             |
| 무호현 | 蕪湖縣 | 우후 시           | 中   | 978년, 번창현과 함께 선주에 소속되었다가 본주로 이관되었다. |
| 번창현 | 繁昌縣 | 우후 시 판창 현   | 中   |                                                             |

### 남강군(南康軍)
하급주와 급이 같다. 982년(태평흥국 7년), 강주 성자현(星子縣)을 군으로 승격시켰다. 소흥 초에 강남서로에서 강남동로로 이관되었다. 숭녕 연간에는 70,615호, 112,343명이 살았다. 차싹(茶芽)을 공납으로 바쳤다. 3현을 두었다.
| 현명   | 한자   | 대략적 위치            | 현급 | 비고                                                                                  |
| ------ | ------ | ---------------------- | ---- | ------------------------------------------------------------------------------------- |
| 성자현 | 星子縣 | 주장 시 루산 시        | 上   | 978년 성자진을 현으로 승격시켰고 982년(태평흥국 7년) 도창현과 함께 본군에 내속되었다. |
| 건창현 | 建昌縣 | 주장 시 융슈 현 애성진 | 望   | 982년 홍주에서 본주로 내속되었다.                                                     |
| 도창현 | 都昌縣 | 주장 시 두창 현        | 上   | 1137년 강주에서 본군으로 이관되었다.                                                  |

### 광덕군(廣德軍)
하급주와 급이 같다. 979년(태평흥국 4년), 선주 광덕현에 군을 설치하면서 분리신설되었다. 숭녕 연간에는 41,500호, 100,722명이 살았다. 차싹을 공납으로 바쳤다. 2현을 두었다.
| 현명   | 한자   | 대략적 위치       | 현급 | 비고                                       |
| ------ | ------ | ----------------- | ---- | ------------------------------------------ |
| 광덕현 | 廣德縣 | 쉬안청 시 광더 현 | 望   | 개보 말년에 강녕부, 선주에서 이관되었다.   |
| 건평현 | 建平縣 | 쉬안청 시 랑시 현 | 望   | 988년, 낭보진(郎步鎮)을 현으로 승격시켰다. |

1. ↑  《송사》 권88 지리지 4 강남동로